# Morocco International
Die Morocco International sind die offenen internationalen Meisterschaften von Marokko im Badminton. Bei den Titelkämpfen werden Punkte für die Badminton-Weltrangliste vergeben. Mit der Durchführung der Meisterschaften werden die Anstrengungen des Badmintonverbandes von Marokko manifestiert, dem Badmintonsport im nordafrikanischen Land weiteren Aufschwung zu verleihen und den Anschluss an die afrikanische Spitze herzustellen. 2010 wurden die Titelkämpfe erstmals ausgetragen.

## Turniersieger
| Jahr      | Herreneinzel      | Dameneinzel       | Herrendoppel                        | Damendoppel                     | Mixed                            |
| --------- | ----------------- | ----------------- | ----------------------------------- | ------------------------------- | -------------------------------- |
| 2010      | Pedro Martins     | Alaa Fatty        | Oliver Fossy Jean-Michel Lefort     | Arba Nawar Rajae Rochdy         | Abdelrahman Kashkal Alaa Fatty   |
| 2011      | Pablo Abián       | Carolina Marín    | Ingo Kindervater Johannes Schöttler | Birgit Michels Sandra Marinello | Michael Fuchs Birgit Michels     |
| 2012      | nicht ausgetragen | nicht ausgetragen | nicht ausgetragen                   | nicht ausgetragen               | nicht ausgetragen                |
| 2013      | Vincent de Vries  | Telma Santos      | Manuel Vineeth Arjun Reddy Pochana  | Doha Hany Naja Mohamed          | Vincent de Vries Gayle Mahulette |
| 2014      | Pedro Martins     | Lianne Tan        | Yusuf Ramazan Bay Sinan Zorlu       | Kader Inal Fatma Nur Yavuz      | Melih Turgut Fatma Nur Yavuz     |
| 2015      | Pedro Martins     | Lianne Tan        | Ridzwan Rahmat Misbun Shawal Misbun | Ieva Pope Kristīne Šefere       | Vincent Espen Manon Krieger      |
| 2016      | nicht ausgetragen | nicht ausgetragen | nicht ausgetragen                   | nicht ausgetragen               | nicht ausgetragen                |
| 2017      | Lucas Claerbout   | Martina Repiská   | Florent Riancho Bjorn Seguin        | Kristin Kuuba Helina Rüütel     | Milan Dratva Martina Repiská     |
| 2018 2024 | nicht ausgetragen | nicht ausgetragen | nicht ausgetragen                   | nicht ausgetragen               | nicht ausgetragen                |